# 足立区立第十二中学校
足立区立第十二中学校（あだちくりつ だい12ちゅうがっこう）は、東京都足立区に所在する公立中学校。略称は「12中（じゅうにちゅう）」

## 概要
下記の教育目標を達成するため、生徒の心身の調和のとれた発達を促し、2学期制の導入で授業時間数を確保し、基礎学力の定着を図るための習熟度別少人数制授業とチームティーチング（1つの科目を複数の教師で指導する）を実施している。また生徒には部活動への参加による人間関係の習熟と目標達成の意義を学び取ることと、自発的な家庭学習の取り組みを求めている。
卒業生数は2011年（平成23年）3月19日に卒業生170名を送り出した時点で、累計16,945名である。

## 教育目標
1. 自ら学ぶ
2. 思いやる
3. 鍛える

## 学校生活

### ハイオアシス運動
足立区立第十二中学校の伝統的な運動内容は
『ハイ』 という素直な心
『オ』願いします   という謙譲の心
『ア』りがとうございます    という感謝の心
『シ』つれいします   という謙虚な心
『ス』みません   という反省の心
この運動に基づき、毎朝生徒会役員が校門の前であいさつ運動を行っている。

### ワガママ0運動
ワガママをなくすための伝統的な運動

### 運動会
毎年5月頃に開催される体育祭行事である。スローガンは生徒の応募の中から決定され、その年の運動会のPRとして用いられる。

### 学芸展覧会
毎年秋に行われる文化祭行事であり、主に舞台発表の演劇部門と制作・研究発表の展示部門とからなる。文化部にとっては大会に並ぶ最大の活躍の場であるがそれは一般生徒にとっても同じであり、毎年技巧を凝らした様々な展示・演劇発表(吹奏楽部・演劇部・英語部)を目にできる。一般来場者には近隣住民や生徒の保護者だけでなく、他校の生徒なども訪れる。
2007年度から、「合唱コンクール」ということで、各学年・各クラスで合唱を発表した。現在では、学芸展覧会の演目の一つとして合唱が行われ、一般的な合唱コンクールとは違い明確な順位を決められることはない。

### 清掃浄化活動
毎年数回、生徒会と整美委員会が中心となってボランティア清掃が行われる。この清掃活動では主に学校周辺の空き缶やタバコの吸殻といった廃棄物や落ち葉などを集めている。清掃活動には生徒・教職員だけでなく、近隣の住民や生徒の保護者なども参加している。

### 部活動
第十二中学校はマラソン強豪校としての伝統があった。1950年（昭和25年）1月に始まった区立中学校駅伝大会では3年連続して優勝し、優勝旗を永久授与された。また1955年（昭和30年）には五哩ロードレースで再び3年連続して優勝し、優勝カップを永久授与された。この永久優勝旗は現在でも生徒用昇降口に掲示してあり、優勝カップも正面玄関横の昇降階段裏に展示されている。1970年代には女子バレーボール部が足立区中学校連合体育大会で5年連続優勝を果たした。
| 運動部 - サッカー部 - 野球部 - バドミントン部 - 女子テニス部 - 卓球部 - バレーボール部 - 男子バスケットボール部 - 女子バスケットボール部 | 文化部 - 吹奏楽部 - 演劇部 - 美術部 - ボランティア部 - ホビー部 |

### 委員会活動
- 生徒会
- 生活委員会
- 学年委員会
- 整美委員会
- 図書委員会
- 保健給食委員会
- 体育委員会
- 放送委員会

## 歴代校長
- 初代-横田修六（在任：1947年 - 1952年）
- 2代-岡野直（在任：1952年 - 1955年）
- 3代-小沢秀雄（在任：1955年 - 1960年）
- 4代-勝山準四郎（在任：1960年 - 1963年）
- 5代-片岡五朗（在任：1963年 - 1966年）
- 6代-野口利一（在任：1966年 - 1970年）
- 7代-工藤允（在任：1970年 - 1974年）
- 8代-八巻喜八朗（在任：1974年 - 1978年）
- 9代-峰岸信夫（在任：1978年 - 1983年）
- 10代-武田東児（在任：1983年 - 1987年）
- 11代-勝野良臣（在任：1987年 - 1990年）
- 12代-鈴木正義（在任：1990年 - 1994年）
- 13代-松島良範（在任：1994年 - 1997年）
- 14代-三上弘行（在任：1997年 - 2001年）
- 15代-岡田嘉秋（在任：2001年 - 2004年）
- 16代-細野道夫（在任：2004年 - 2007年）
- 17代-根岸順一（在任：2007年 - 2010年）
- 18代-髙木潤也（在任：2010年 - 2011年）
- 19代-杉浦伸一（在任：2012年 - 2018年）
- 20代-上岡 祥邦（在任：2019年 -

## 学校諸元

### 所在地
- 〒120-0001
- 東京都足立区大谷田一丁目37-1
- 常磐緩行線亀有駅下車 徒歩21分（経路案内）
  - 東武バス ： 「西水元循環」大谷田下車徒歩5分 / 「八潮駅」行き大谷田一丁目下車徒歩5分

### 施設・設備
- 校舎：鉄筋鉄骨コンクリート造地上4階
- 敷地面積：13729m2[1]
- 延べ床面積：--m2
- 室内体育館
- 屋上プール（25m×4コース）
- 普通教室：--室
- 特別教室：--室
- 全室暖房装置完備

### 校歌
- 作詞：古関吉雄
- 作曲：福井直秋

全3曲より構成

### 投票所
第十二中学校は足立区における第71投票所に指定されている。これに基づき、第十二中学校では足立区にて行われる選挙の際、大谷田一丁目および大谷田二丁目住民の投票所として機能する。投票所として利用される校舎は体育館である。

## 沿革

### 開校の背景
太平洋戦争（第二次世界大戦）の終結で1947年（昭和22年）4月に、教育基本法と学校教育法の制定で新しい学制（六・三制）が実施されると、地方自治体は新制区立中学校の開設を迫られた。しかし当時は戦後間もない物資的資金的不足をきたした社会的混乱期にあり、財政難にあえぐ地方自治体に新学校を建設する余裕などなかった。こうした状況下でたまたま軍需産業であった日立精機の青年学校が廃校していたことで、足立区は渡りに船とばかりにこの廃校舎を購入し新制足立区立第十二中学校の校舎とすることにした。7教室しかない小規模な校舎であったが、当時は学制が施行されて日が浅く、また混乱期であったことから開校当時の生徒児童数もわずか8名という寂しい出発であった。

### 発展と拡大
生徒児童数が次第に増加すると既存の校舎だけでは対応しきれなくなり、1950年（昭和25年）7月に第一次校舎増築が行われ、新たに西校舎6教室が設けられた。その後も生徒数は増加の一途をたどり、二次・三次と増築を進め、1956年（昭和31年）には東和に蒲原分校を設立した。生徒増加の頂点は1963年（昭和38年）
であり、この年度の在籍生徒児童数は1,281名という規模であった。
生徒規模の拡大に対して学校規模の方は旧青年学校時代の用地をそのまま引き継いだものであり、敷地の拡大は遅れており、度重なる校舎増築で運動場がなくなってしまった。そこで足立区は隣接していた寺院「福寿院」の敷地を運動場として借用していたが、1959年（昭和34年）に新たに鉄筋校舎を建てるにあたり、さらなる用地拡大が必要となった。区は福寿院住職と檀徒総代と侃侃諤諤の議論の末に、借用地3,960m2と福寿院敷地1,650m2の買収に合意し、寺院は建物および墓地を現在地（大谷田三丁目11-26）へ移転した。こうした寺院側の画期的な協力によって鉄筋校舎の増築と拡大が始められ、1961年（昭和36年）にはさらに引揚寮跡地4,910m2が運動場（新グラウンド）として開設されるなど、徐々にして現在の姿へと至った。

### 年表
- 1927年（昭和22年）4月1日 教育基本法、学校教育法実施により設立 / 日立精機より青年学校校舎買収（旧校舎7教室）
- 1947年（昭和22年）4月19日 初代校長横田修六就任
- 1947年（昭和22年）5月3日 開校式挙行（学級8、1年生徒5名、2年生徒2名、3年生徒1名、職員13名）
- 1947年（昭和22年）7月15日 PTA結成
- 1948年（昭和23年）10月15日 第三回足立区中学校連合体育大会にて優勝
- 1950年（昭和25年）7月29日 第一期校舎増築工事施工
- 1952年（昭和27年）1月20日 足立区立中学校駅伝大会にて3年連続優勝（優勝旗永久授与）
- 1952年（昭和27年）4月1日 2代校長岡野直就任
- 1952年（昭和27年）7月12日 第二期校舎増設工事施行
- 1954年（昭和29年）7月12日 第三期校舎増設工事施行
- 1955年（昭和30年）2月6日 足立区5哩ロードレース大会にて3年連続優勝（優勝カップ永久授与）
- 1955年（昭和30年）10月1日 3代校長小沢秀雄就任
- 1956年（昭和31年）1月20日 足立区立中学校駅伝大会にて三年連続優勝（優勝旗永久授与）
- 1956年（昭和31年）4月1日 足立区立第十二中学校分校設立（現・足立区立蒲原中学校）
- 1957年（昭和32年）3月21日 第四期校舎増設工事施工
- 1957年（昭和32年）6月25日 東京都中学校対抗陸上競技大会にて優勝
- 1957年（昭和32年）11月13日 創立10周年記念式典および校歌披露式挙行
- 1959年（昭和34年）12月18日 東京都教育委員会より進路指導研究協力校指定
- 1960年（昭和35年）4月11日 4代校長勝山準四郎就任
- 1960年（昭和35年）9月5日 第一期鉄筋校舎引き継ぎ
- 1961年（昭和36年）2月20日 東京都教育委員会指定研究「進路指導」公開発表
- 1961年（昭和36年）8月25日 第二期鉄筋校舎引き継ぎ
- 1961年（昭和36年）9月28日 新運動場（現・新グラウンド）開設
- 1962年（昭和37年）5月12日 屋内体育館引き継ぎ
- 1963年（昭和38年）4月1日 5代校長片岡五朗就任
- 1966年（昭和41年）4月1日 6代校長野口利一就任
- 1968年（昭和43年）4月24日 第三期鉄筋校舎引き継ぎ
- 1968年（昭和43年）10月20日 創立20周年記念式典挙式
- 1970年（昭和45年）4月1日 7代校長工藤允就任
- 1971年（昭和46年）5月17日 運動場（新グラウンド）と校舎敷地を結ぶ第十二中学校専用連絡歩道橋完成
- 1974年（昭和49年）4月1日 8代校長八巻喜八朗就任
- 1974年（昭和49年）5月12日 東京都総合体育大会第五ブロック大会にて女子バレーボール部優勝
- 1974年（昭和49年）9月20日 足立区立中学校連合体育大会にて女子バレーボール部優勝、柔道部優勝
- 1975年（昭和50年）3月31日 第四期鉄筋校舎および屋上プール竣工
- 1975年（昭和50年）9月19日 足立区立中学校連合体育大会にて女子バレーボール部3年連続優勝
- 1976年（昭和51年）5月5日 東京都総合体育大会第五ブロック大会にて女子バレーボール部優勝
- 1976年（昭和51年）9月21日 足立区立中学校連合体育大会にて女子バレーボール部4年連続優勝
- 1977年（昭和52年）9月24日 足立区立中学校連合体育大会にて女子バレーボール部5年連続優勝
- 1977年（昭和52年）11月11日 創立30周年記念式典挙行
- 1978年（昭和53年）4月1日 9代校長峰岸信夫就任
- 1979年（昭和54年）4月1日 東京都中学校放送教育研究会研究協力校指定
- 1980年（昭和55年）4月3日 第五期鉄筋校舎引き継ぎ
- 1981年（昭和56年）2月27 体育館改築完成
- 1983年（昭和58年）4月1日 10代校長武田東児就任
- 1984年（昭和59年）11月16日 学校放送教育賞文部大臣賞受賞
- 1986年（昭和61年）7月14日 東京都中学校陸上選手権大会女子総合2位
- 1986年（昭和61年）11月22日 創立40周年記念式典および祝賀会挙行
- 1987年（昭和62年）4月1日 11代校長勝野良臣就任
- 1990年（平成2年）4月1日 12代校長鈴木正義就任
- 1994年（平成6年）4月1日 13代校長松島良範就任
- 1997年（平成9年）4月1日 14代校長三上弘行就任
- 1997年（平成9年）11月15日 創立50周年記念式典および祝賀会挙行
- 2000年（平成12年）4月18日 「開かれた学校づくり」モデル校委嘱
- 2001年（平成13年）4月1日 15代校長岡田嘉秋就任
- 2012年（平成24年）4月1日 19代校長杉浦伸一就任
- 2019年（平成31年）4月1日 20代校長上岡祥邦就任[2]

## 著名な卒業生
- 平沢進（ミュージシャン）